# サンビスタ (ブラジル)
サンビスタ（ポルトガル語: Sambista）は、サンバを愛してやまない人のことをいう。
日本においては、単純に「サンバをやっている人」を指してサンビスタということが多い。また自分がサンビスタであると自称する人もいる。しかしこれは広義で解釈された言語使用であって正確ではない、といわれる。また日本でサンバを演奏しているミュージシャンも一概にサンビスタと総称されるが、これも正確ではないといわれる。
サンビスタには、プロフェッショナルやアマチュアという分類はないとされており、ミュージシャンとしてサンバで生計を立てているからといって、サンビスタと呼ぶとは限らない。
その理由は、サンバを演奏してお金を稼いでいても、お金のためやメシを食うため（つまり生活のため）、また自分自身の保身のために割り切ってサンバをやる人もいる。この場合はサンビスタではなくSambeiro（サンベイロ）といわれる。サンベイロは上記の理由からサンバを蔑ろにすることもあるので、サンビスタを自負する人からは卑下して言われる事もある。
サンビスタに明らかな定義があるわけではない。したがって自分自身がサンビスタと自認する人も多くなりがちであるが、サンビスタとして求められるのは、サンバを愛し、真摯にサンバと向き合い、歴史や背景などに明らかであり、楽器の正しい名称やダンスの違いなどを了知している、ことなどが挙げられる。
ブラジル人は、往々にして陽気なイメージがあり、日本人はそれに惑わされることが多い。しかしブラジルでサンバをやっている人でも、性格や話し方、考え方も様々である。またサンバ自体は喜怒哀楽のすべてを表現した音楽であり、決して享楽的な曲調ばかりではない。したがって、同じサンバに関わっている人でも、その人がサンビスタかサンベイロかを見極めるのは、相当な目利きでないと難しいとされる。
また、エスコーラ・ジ・サンバ（いわゆるサンバチーム）においては、そこに所属している人でも、サンバや自身のエスコーラの歴史、バテリアといわれる打楽器隊の構成、楽器の正しい名称、演奏方法やダンスの違い、人数編成など、またその理由について正しく知っている人は少ないといわれる。しかし、メストリ（師匠）と呼ばれるバテリアの指導者は、それら自身のエスコーラの歴史やバテリア構成、楽器の違いや正しい名称など、すべてにおいてきちんと答えることが出来る。サンビスタとはそのような人を指していわれる。
有名なサンビスタとしては、ミュージシャンではカルトーラ、カンデイア、パウリーニョ・ダ・ヴィオラなど、
またエスコーラ系の人では、かつてポルテーラにいたメストリ・マルサルなどが筆頭に挙げられる。